# George Jehoshaphat Mountain
George Jehoshaphat Mountain (27 juillet 1789 - 6 janvier 1863) était un évêque anglican anglo-canadien (3e évêque anglican de Québec), le premier directeur de l'Université McGill de 1824 à 1835 et l'un des fondateurs de l'Université Bishop à Sherbrooke, Québec, Canada.

## Biographie
Né à Norwich, Norfolk (Angleterre), le 27 juillet 1789, il est le deuxième fils de Jacob Mountain (1749-1825), évêque et homme politique, et d'Elizabeth Mildred Wale, co-héritière de Little Bardfield Hall, près de Thaxted, Essex. On prétendait que Mountain descendait directement de Michel de Montaigne exilé de France après la révocation de l'Édit de Nantes. En 1793, il s'installe avec sa famille à Québec lorsque son père est nommé premier évêque anglican de Québec à la Cathédrale de la Sainte-Trinité de Québec par son ami William Pitt le Jeune.
Il a vécu avec sa famille à Marchmont House, près de Québec, où il a reçu sa première éducation avant de retourner en Angleterre à l'âge de seize ans pour étudier avec des tuteurs privés jusqu'à ce qu'il s'inscrive au Trinity College de Cambridge, obtenant un baccalauréat ès arts (BA) en 1810. , et docteur en théologie (DD) en 1819. Il retourna au Canada en 1811 et, devenant secrétaire de son père, fut ordonné diacre en 1812 et prêtre en 1816, en même temps qu'il fut nommé conférencier du soir à la cathédrale de Québec.
Il fut recteur de Fredericton, Nouveau-Brunswick, de 1814 à 1817, date à laquelle il revint à Québec comme recteur de cette paroisse et fonctionnaire épiscopal. En 1821, il devint archidiacre du Bas-Canada. Le 14 février 1836, il fut consacré, à Lambeth Palace, évêque suffragant de Montréal, comme coadjuteur de Charles Stewart, évêque de Québec.
Peu de temps après, Stewart se rendit en Grande-Bretagne (il mourut en 1837) et le soin de tout le diocèse fut sous l'administration de Mountain (restant évêque de Montréal) jusqu'en 1839, date à laquelle le Haut-Canada devint un siège séparé. C'est grâce à ses efforts sérieux que la Terre de Rupert fut également, en 1849, érigée en siège épiscopal.
Il continua à administrer tout le Bas-Canada comme évêque coadjuteur de Montréal[3] jusqu'en 1850, date à laquelle il obtint la constitution du diocèse de Montréal, lui-même conservant le diocèse de Québec (mais maintenant comme évêque diocésain de Québec), de loin le plus pauvre et plus laborieux des deux. Pendant la plus grande partie de sa carrière ministérielle, il dut effectuer de longs voyages fastidieux et souvent dangereux à l'intérieur d'un pays sauvage et instable, visitant fréquemment le Territoire du Nord-Ouest, les Cantons-de-l'Est, les Îles-de-la-Madeleine, les rives du Labrador; également à la Terre de Rupert, quelque 3 600 milles, dans un canot autochtone.
Il est venu en Grande-Bretagne en 1853 pour s'entretenir avec William Broughton, le métropolite d'Australasie, au sujet de l'action synodale dans les églises coloniales, et il a reçu le diplôme de docteur en droit civil (DCL) à l'Université d'Oxford.
La plus grande de ses œuvres fut la création, en 1845, de la Lower Canadian Church University, Bishop's College School, à Lennoxville, pour l'éducation des membres du clergé. Son voyage missionnaire dans la colonie de la rivière Rouge est rapporté dans Le Journal de l'évêque de Montréal, lors d'une visite à la mission nord-ouest de l'Amérique de la Church Mission Society; il reste une ressource historique et ethnographique durable de l'Église. Mountain était un savant théologien, un érudit élégant et un puissant prédicateur. Il mourut à Bardfield à Sillery (Québec), le 6 janvier 1863.